# Самі Яухоярві
Самі Яухоярві  (фін. Sami Jauhojärvi, 5 травня 1981) — фінський лижник, олімпійський чемпіон.
Золоту олімпійську медаль та звання олімпійського чемпіона Самі виборов на Іграх 2014 року в Сочі в командному спринті разом з Ііво Нісканеном.

## Виступи на Олімпіадах
| Олімпіада     | Дисципліна         | Місце  |
| ------------- | ------------------ | ------ |
| Турин 2006    | спринт             | 61     |
| Турин 2006    | 15 км              | 9      |
| Турин 2006    | 30 км              | 20     |
| Турин 2006    | естафета 4 х 10 км | 10     |
| Ванкувер 2010 | спринт             | 12     |
| Ванкувер 2010 | 50 км              | 20     |
| Ванкувер 2010 | скіатлон 30 км     | участь |
| Ванкувер 2010 | естафета 4 х 10 км | 5      |

## Зовнішні посилання
- Досьє на sport.references.com